# Mellersta Österbottens Landskapsstafett
Mellersta Österbottens landskapsstafett är en årligt återkommande skidtävling där landskapets kommuner tävlar mot varandra. Tävlingarna startade i började av 1920-talet.

## Utformning
Stafetten skidas i åtta etapper med :
- en etapp för flickor högst 16 år 3 km
- en etapp för flickor som under tävlingsåret fyller minst 13 år 5 km
- en etapp för pojkar högst 16 år 5 km
- en etapp för pojkar högst 18 år 5 km
- två etapper för herrar (eller damer) 10 km
- två etapper för herrar 10-12 km
- en herretapp inleder stafetten och avslutar stafetten.

Fyra av etapperna skidas i klassisk stil och fyra i fri stil. P16- och P18-etapperna samt F16 och damer skidas i klassisk stil vartannat år; påföljande år i fri stil. Den totala längden får ej överstiga 65 km.

## Representation
Man får representera den kommun som man bott ifrån början av föregående år. Undantag beviljas om man kan bevisa att skidlöparen flyttat före den 1 september. Tävlande som på grund av studier eller arbete bor på annan ort får representera dennes tidigare kommun med hänsyn till fostrarföreningen.

## Serier
Stafetten skidas i tre serier:
I A-serien skidar cirka tio lag. Dessa så kallade första lag består av etablerade stafettkommuner. De lag i A-serien som förlorar till de två bästa i B-serien nedflyttas till B-serien. Resultaten i A-serien ger poäng. Mest poäng i A- och B-serien under tio års tid innebär att vinnarkommunen slutgiltigt får behålla vandringspriset, tidningen Keskipohjanmaas stora sköld.
I B-serien skidar övriga första lag samt övriga lag. Från B-serien kan på en gång uppflyttas högst två första lag till A-serien. Resultaten i B-serien ger poäng i kampen om vandringspriset.
I C-serien kan landskapsstafettkommunerna deltaga med så kallade blandlag, till exempel byalag, mixlag för kommuner som ej annars ensamma kan ha ett stafettlag. Resultaten i C-serien ger ej poäng i kampen om vandringspriset. Priser ges dock för etappsegrare.
Om man deltagit 10 – 15 – 20 – 25 – 30 osv.. gånger i stafetten föräras man med ett pris.

## Deltagande kommuner
- Alavieska
- Halso
- Haapajärvi
- Jakobstad
- Himango
- Kelviå
- Kalajoki
- Kaustby
- Karleby
- Kronoby
- Larsmo
- Lestijärvi
- Lochteå
- Nivala
- Nykarleby
- Pedersöre
- Perho
- Pyhäjärvi
- Reisjärvi
- Sievi
- Toholampi
- Ullava
- Vetil
- Ylivieska